# Roberto Clemente
Roberto Clemente Walker (ur. 18 sierpnia 1934, zm. 31 grudnia 1972) – portorykański baseballista, który występował na pozycji prawozapolowego w Pittsburgh Pirates.

## Życiorys
W 1952 roku podpisał kontakt z Brooklyn Dodgers, w którym nie zagrał ani jednego meczu. Występował jednak w klubie farmerskim Dodgers Montreal Royals, reprezentującym poziom Triple-A. Podczas gry w Royals często padał ofiarą ataków rasistowskich ze strony kolegów z zespołu. W 1954 przeszedł do Pittsburgh Pirates na mocy tak zwanego Rule 5 draft, do którego przystępują zawodnicy z niższych lig niemający miejsca w czterdziestoosobowym składzie klubu Major League Baseball na najbliższy sezon.
W MLB zadebiutował 17 kwietnia 1955 w meczu przeciwko Brooklyn Dodgers. W 1960 Clemente wystąpił we wszystkich meczach World Series, w którym Pirates pokonali New York Yankees 4–3.
Jako zawodnik "Piratów" czterokrotnie zwyciężał w National League w klasyfikacji średniej uderzeń. W sezonie 1966 został wybrany MVP National League, a dwa lata później był najlepszy w lidze pod względem zdobytych triples (13). W World Series 1971, w którym Pirates pokonali Baltimore Orioles w siedmiu meczach, mając między innymi średnią uderzeń 0,414, slugging percentage 0,759, zdobywając dwa home runy i zaliczając 4 RBI został wybrany najbardziej wartościowym zawodnikiem finałów.
Clemente działał także charytatywnie. Po trzesięniu ziemi w Nikaragui, które miało miejsce 23 grudnia 1972, zaangażował się w pomoc humanitarną dla ofiar z Managui. Dowiedziawszy się, że wysłany transport z żywnością nie dotarł do miejsca docelowego, zdecydował się osobiście polecieć do tego kraju. 31 grudnia 1972 tuż po starcie z lotniska w San Juan samolot runął do morza. Ciała Clemente i pozostałych członków załogi nigdy nie odnaleziono. W 1973 został członkiem Galerii Sław Baseballu, ponadto 14 maja 1973 w uznaniu wybitnego wkładu sportowego, obywatelskiego, charytatywnego i humanitarnego, został uhonorowany pośmiertnie Złotym Medalem Kongresu (Congressional Gold Medal) - jednym z najwyższych odznaczeń cywilnych w Stanach Zjednoczonych.

## Nagrody i wyróżnienia
| Nagroda/wyróżnienie            | Lata                                                                                          | Źródło |
| MVP National League            | 1966                                                                                          | [ 4 ]  |
| 15× All-Star                   | 1960¹, 1960², 1961¹, 1961², 1962¹, 1962², 1963, 1964 1965, 1966, 1967, 1969, 1970, 1971, 1972 | [ 11 ] |
| 12× Gold Glove Award           | 1961, 1962, 1963, 1964, 1965, 1966 1967, 1968, 1969, 1970, 1971, 1972                         | [ 12 ] |
| 2× zwycięzca w World Series    | 1960, 1971                                                                                    | [ 13 ] |
| World Series MVP               | 1971                                                                                          | [ 14 ] |
| Babe Ruth Award                | 1971                                                                                          | [ 15 ] |
| Baseball Hall of Fame          | od 1971                                                                                       | [ 9 ]  |
| # 21 zastrzeżony przez Pirates | 1973                                                                                          | [ 16 ] |